# Церква Успіння Пресвятої Богородиці (Підволочиськ, УГКЦ)
Церква Успіння Пресвятої Богородиці в Підволочиську — парафія і храм греко-католицької громади Підволочиського деканату Тернопільсько-Зборівської архієпархії Української греко-католицької церкви в смт Підволочиськ Тернопільського району Тернопільської области.

## Історія церкви
Церква в селі Заднишівка була збудована у 1891 році, але згодом зруйнована комуністичною владою. Після виходу УГКЦ з підпілля віряни, які від 1960-х років були частиною Підволочиська, відвідували церкву Пресвятої Трійці. Через два роки вони вирішили відбудувати храм на місці старого. Освячення місця під будівництво відбулося 20 липня 1992 року. У цей же час парафії повернули приміщення старого проборства.
20 грудня 1992 року владика Михаїл Сабрига освятив капличку, а парафіяни розпочали будівництво нової церкви, яке тривало з 1993 по 1998 рік. Храм зводили за кошти місцевих жителів та українців з Америки, зокрема Юрія Навроцького та Ольги Мандибур-Скалацької. На празник Успіння Пресвятої Богородиці у 1998 році новозбудований храм освятив владика Михаїл Гринчишин.
Парафіяни повністю перебудували парафіяльний будинок, який тепер слугує помешканням для священника і містить катехитичну школу. У 2012 році парафія відсвяткувала 20-річчя свого відновлення. З цієї нагоди відбулася візитація митрополита Василія Семенюка, який освятив новий престіл.

## Парохи
- протопресвітер о. Михайло Валійон (з 1992).